# Saint-Aulais-la-Chapelle
Saint-Aulais-la-Chapelle ist eine französische Gemeinde mit 218 Einwohnern (Stand: 1. Januar 2022) im Département Charente. Sie gehört zum Arrondissement Cognac und zum Kanton Charente-Sud. 

## Geographie
Saint-Aulais-la-Chapelle liegt etwa 27 Kilometer südwestlich von Angoulême. Die Nachbargemeinden sind Saint-Bonnet im Nordwesten und Norden, Angeduc im Norden, Val des Vignes im Nordosten, Coteaux-du-Blanzacais im Osten, Bessac im Südosten, Brie-sous-Barbezieux im Süden sowie Challignac im Südwesten und Westen.

## Bevölkerungsentwicklung
| Jahr                       | 1962 | 1968 | 1975 | 1982 | 1990 | 1999 | 2006 | 2019 |
| -------------------------- | ---- | ---- | ---- | ---- | ---- | ---- | ---- | ---- |
| Einwohner                  | 372  | 350  | 325  | 294  | 264  | 233  | 243  | 229  |
| Quellen: Cassini und INSEE |      |      |      |      |      |      |      |      |

## Sehenswürdigkeiten
- Kirche Saint-Jacques in Conzac, Monument historique seit 1953
- Kirche Sainte-Eulalie in Saint-Aulais
- Kirche Saint-Vincent in La Chapelle

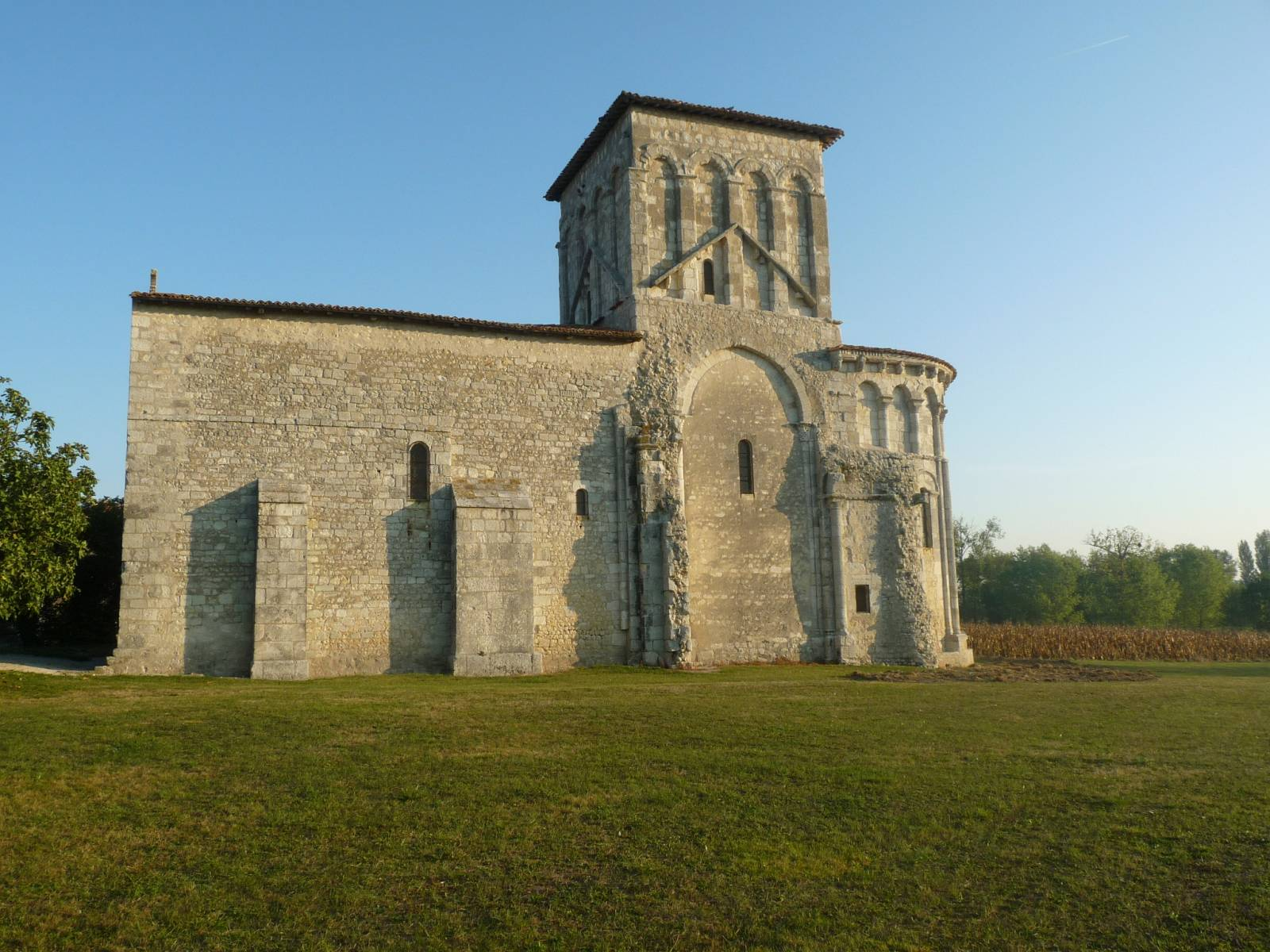
Kirche Saint-Jacques
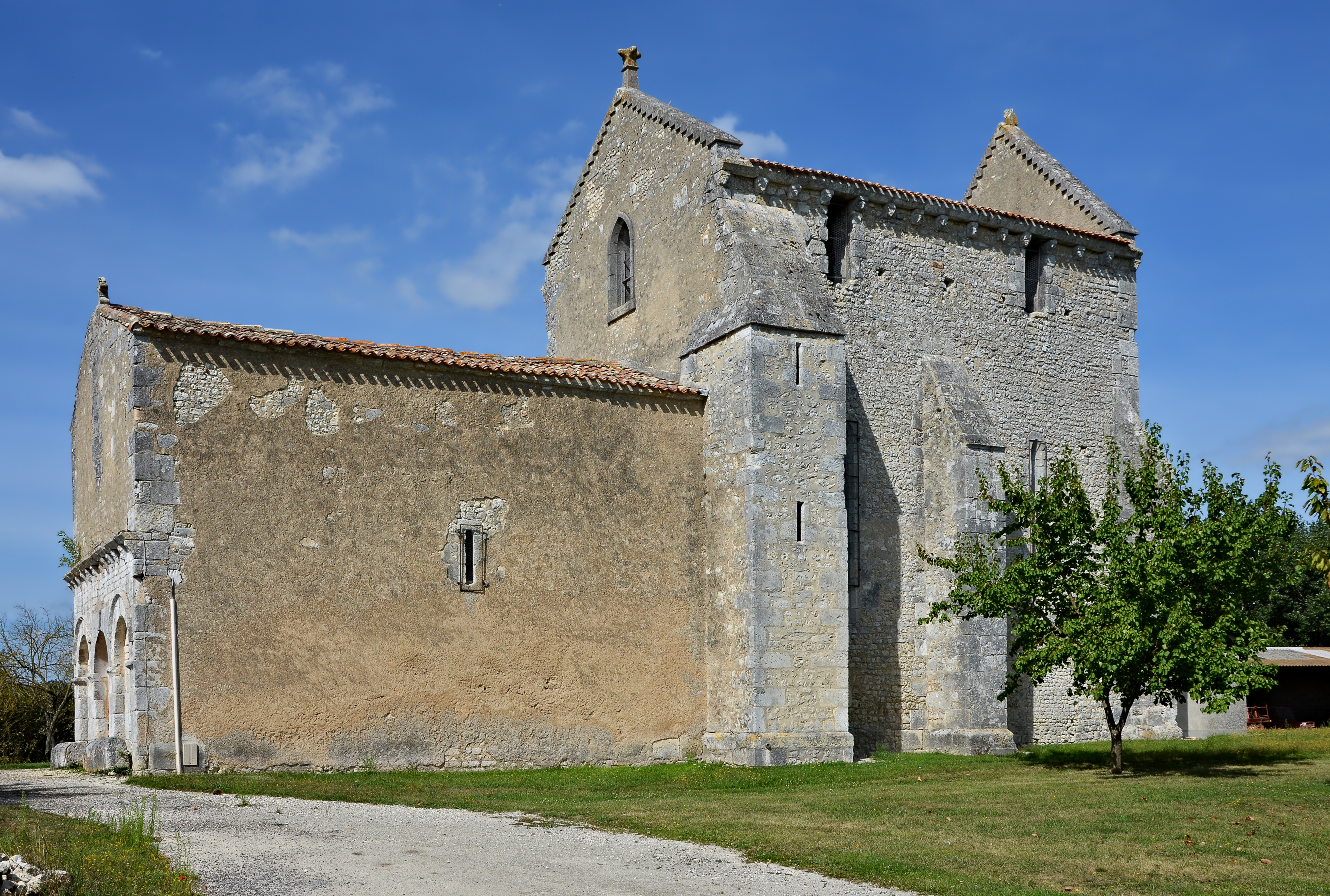
Kirche Sainte-Eulalie
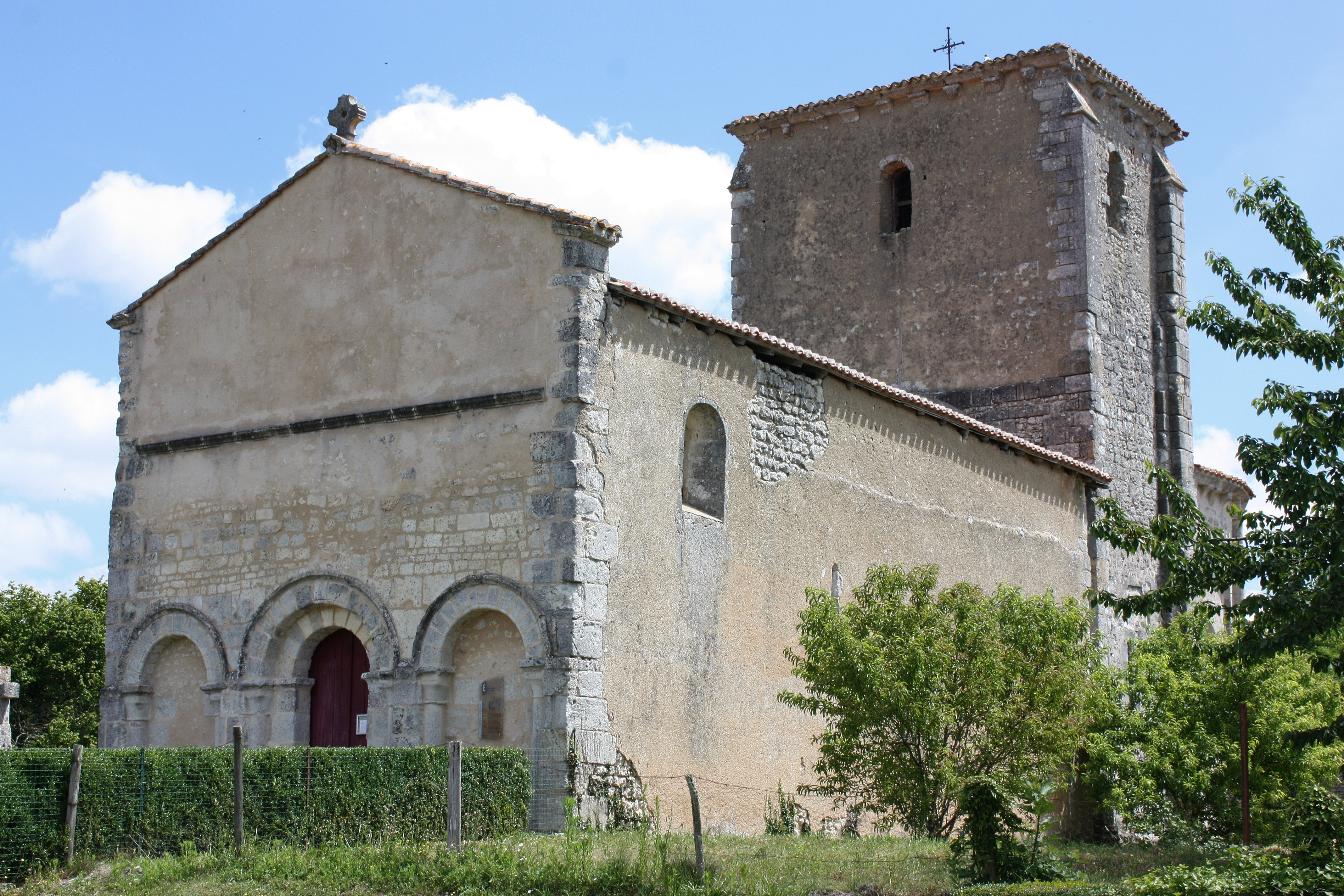
Kirche Saint-Vincent